# Liptaň
Liptaň (niem. Liebenthal) – gmina w Czechach, w powiecie Bruntál, w kraju morawsko-śląskim. Według danych z dnia 1 stycznia 2012 liczyła 475 mieszkańców. Leży przy granicy z Polską, a najbliższym miastem w Polsce jest leżący w odległości 5 km Prudnik.
Składa się z trzech części:
- Liptaň
- Bučávka
- Horní Povelice

We wsi jest stacja kolejowa Liptaň.